# Мария Тереза Бурбон-Пармская
Принцесса Мария Тереза Бурбон-Пармская (исп. María Teresa de Borbón-Parma; 28 июля 1933 — 26 марта 2020) — франко-испанский политический деятель и учёный. Член династии Пармских Бурбонов, младшей ветви испанской королевской семьи. Социалистическая активистка, получившая прозвище «Красная принцесса», и монархистка, поддерживавшая движение карлистов.
Мария Тереза стала первой особой королевской крови, умершей от COVID-19.

## Юные годы и образование
Мария Тереза родилась 28 июля 1933 года в Париже. Она была дочерью принца Хавьера (Ксавье) Бурбон-Пармского, герцога Пармы и Пьяченцы, карлистского претендента на испанский престол, и Мадлен де Бурбон-Бюссе, члена младшей ветви Дома Бурбонов. Мария Тереза была младшей сестрой принцессы Марии-Франсуазы и Карлоса Уго, герцога Пармского, и старшей сестрой принца Сикста-Генриха, герцога Аранхуэсского.
Она выросла в замке Старый Босц, Бессон, Бурбон. После учебы в Квебеке и окончания средней школы в Туре она получила докторскую степень по испанистике в Университете Париж-Сорбонне и ещё одну докторскую степень по политической социологии в Мадридском университете Комплутенсе. Она также изучала ислам и его связь с правами женщин. Её диссертация 1977 года в Сорбонне была озаглавлена «La clarificación ideológica del Carlismo contemporáneo» («Идеологическое разъяснение современного карлизма»).

## Карьера и активизм
Мария Тереза была профессором в обеих своих альма-матер. Она также была социалистической активисткой и боролась за права женщин.
Мария Тереза поддерживала своего брата Карлоса-Уго в его борьбе за то, чтобы сделать испанскую Карлистскую партию более либеральной, поддерживая идеологический сдвиг в карлизме её семьи. Её королевские корни и либерально-социалистические взгляды привлекали многих личностей, что привело её к знакомству с Андре Мальро, Франсуа Миттераном, Ясиром Арафатом и Уго Чавесом, и принесло ей прозвище «Красная принцесса». Это прозвище было использовано в качестве (испанского) названия биографии Марии Терезы 2002 года, написанной историком Хосепом Карлесом Клементе.

## Личная жизнь
В 1981 году Мария Тереза получила королевским указом испанское гражданство; в официальном государственном бюллетене говорилось, что оно было предоставлено «по просьбе заинтересованной стороны и в ответ на исключительные обстоятельства и её принадлежность к семье, столь тесно связанной с Испанией».
В интервью 1997 года Мария Тереза сказала, что она христианка, но критиковала некоторые христианские взгляды на иммиграцию, направленные на разделение.
Мария Тереза никогда не была замужем и не имела детей. Она приходилась тёткой принцу Карлосу, герцогу Пармскому и четвероюродной сестрой нынешнему королю Испании Фелипе VI.
В 2014 году она опубликовала историю Бурбон-Пармской семьи.
Мария Тереза была первым членом королевской семьи, умершей от COVID-19. Она умерла 26 марта 2020 года в парижском госпитале Кошен в возрасте 86 лет. 27 марта 2020 года в Мадриде состоялась поминальная служба, возглавляемая преподобным Хосе Рамоном Гарсиа Гальярдо, офицером Ордена запрещённой легитимности. Вторые католические похороны состоялись 2 апреля 2020 года в Соборе Парижской Богоматери-де-Шам. О смерти Марии Терезы было объявлено на официальном сайте дома Бурбонов-Парма. Её семья отдала дань уважения её участию «в борьбе за демократизацию, социальную справедливость и свободу в Испании».